# الثورة المنغولية 1911
حدثت الثورة المنغولية 1911 (ثورة منغوليا الخارجية في 1911) عندما أعلنت منطقة منغوليا الخارجية استقلالها عن مملكة تشينغ التي قادها المانشو خلال ثورة شينهاي. جعلت مجموعة من العوامل من ضمنها الصعوبات الاقتصادية والفشل في مقاومة الإمبريالية الغربية الكثير من الموجودين في الصين غير راضين عن حكومة تشينغ. عندما كشف عن برنامج جديد لتسوية منغوليا مع قومية هان، واستبعاب السكان الأصليين فيها، قوبل بمقاومة أدت إلى انفصال غير دموي نسبيًا عن إمبراطورية تشينغ. ساعد الكثير من زعماء البارغا ومنغوليا الداخلية في الثورة وأصبحوا قادتها.

## وضع منغوليا الخارجية
كانت منغوليا فقيرة بحلول أوائل القرن العشرين. كانت تداعيات تمرد تايبينغ (1850-1864) مسؤولةً بشكل رئيسي عن هذا التدهور الاقتصادي. استنفدت خسارة عائدات الضرائب من جنوب الصين في أثناء هذا التمرد بالإضافة إلى نفقات قمعه خزينة تشينغ. وأصبحت الفضة الوسيلة الأساسية لدفع الضرائب عوضًا عن الماشية كما كانت العادة. وشكلت القروض من التجار الصينيين المصدر الرئيس للفضة بالنسبة للمغول. سُددت هذه القروض، ذات أسعار الفائدة الخانقة، باستخدام الماشية التي صدرت لاحقًا إلى الصين. كانت النتيجة انخفاضًا كارثيًا في حجم القطعان التي اعتمدت عليها معيشة المغول.
كان الاقتصاد المتفكك والدَين المتنامي ومطالب الضرائب المتزايدة من مكونات الاضطرابات الاجتماعية والسياسية في منغوليا. إلا أن خطط تشينغ لتحويل منغوليا الخارجية سببت الزخم للتمرد.

## «الإدارة الجديدة»
أسست سلالة تشينغ الحاكمة (1636-1912) من فرع قبيلة المانشو المسمى آيشن جيورو في المكان الذي يعرف اليوم بشمال شرق الصين (يعرف أيضًا باسم منشوريا). لم يكونوا بالتأكيد أول شعب من غير الهان يحكم الصين بكاملها، لكن مصير تلك السلالات السابقة كان دائمًا واحدًا: غزوا، حكموا، اختلطوا عن طريق الزواج، واندمجوا أخيرًا ليصبحوا إلى حد ما صينيين أنفسهم. بذلت محاولات للحفاظ على سلاسة المانشو نقيةً عرقيًا إلا أن هذه الجهود أثبتت عدم جدواها. أصدر حكام تشينغ الأوائل قوانين متعددة لعزل منشوريا عن الصين الأصلية (المقاطعات الثمانية عشرة) ومنغوليا. وفعلوا نفس الشيء مع المغول: كان شعب الهان ممنوعًا من دخول منغوليا ولم يكن مسموحًا للمغول السفر خارج وحداتهم الإدارية. كان محرمًا على المغول أن يتحدثوا باللغات الصينية أو يتزوجوا من نساء الهان. تضاءل فرض هذه القوانين بمرور الوقت، إلا أنها ظلت موجودة رسميًا وتلقت على الأقل مراعاة رمزية.
غيرت الإمبريالية الغربية في الصين من الأولويات السياسية فيها خلال الجزء الأخير من القرن التاسع عشر. هزيمة التشينغ من قبل اليابانيين في 1895 (الحرب اليابانية الصينية الأولى) التي تبعها بفترة قصيرة استيلاء الألمان على شاندونغ و«التدافع من أجل الامتيازات»، أثبتت عدم كفاية جهود تشينغ السابقة في مقاومة الغرب. فسرت ثورة الملاكمين وانتصار اليابان على روسيا بشكل خاص في 1905 على نطاق واسع في الصين على أنها انتصار للدستورية على الأوتوقراطية. أمر عندها بالإصلاحات الاقتصادية والسياسية والعسكرية بعيدة المدى التي سميت «الإدارة الجديدة» أو «السياسات الجديدة» (شين جانغ).
لكن الإدارة الجديدة أخذت طابعًا مختلفًا في منغوليا الخارجية. إذ لم يكن الهدف التحديث وحسب كما في أراضي هان الصينية، بل الاستيعاب الثقافي. أكد احتلال روسيا لشبه جزيرة ياودونغ في 1898 وبعدها لمنشوريا الشمالية في 1900 مخاوف حكومة تشينغ بخصوص خطة روسية أكبر على كامل الحدود الشمالية لإمبراطوريتهم. اعتقد حكام التشينغ أن بقاء دولتهم كيانًا متكاملًا يعتمد على فعالية حدودهم التي تشكل «درع» حماية (بلغة ذلك الوقت) للصين الأصلية. لتحقيق ذلك، يجب أن يصبح سكان هذه المنطقة صينيين.
دشنت حكومة التشينغ بين 1901 و1910 خطة توسعية للاستعمار الصيني للحدود وإعادة تنظيم حكوماتها الأصلية (على الرغم من أن استعمار الصينيين للأراضي في منغوليا الداخلية بدأ قبل ذلك بكثير). كان المرسوم الصادر في 1910 القاضي بإلغاء المحظورات القديمة ضد استقرار الصينيين في منغوليا الخارجية وزواج الصينيين والمغول واستخدام المغول للغة الصينية الخطوة الأخيرة نحو تفكيك جدار العزلة الذي نصبه المانشو قبل قرون.
عينت حكومة التشينغ في بداية 1910 ساندو (أو ساندوا) وهو من المانشو ونائب حاكم غويوا واليًا على منغوليا في العاصمة أورغو (أولان باتور حديثًا) لتنفيذ الإدارة الجديدة. بدأ فورًا بتنظيم عشرين مكتبًا للإشراف على شؤون الجيش والضرائب والشرطة والحكومة والتجارة وغيرها. وضعت الخطط لاستعمار منغوليا بالمزارعين الصينيين. ووصل المقدم تانغ تسايلي في يناير 1911 للإشراف على تنظيم الجيش المغولي الذي كان سيتألف نصفه من الرعاة المغول. نُصب مهجع مكون من 400 غرفة بالقرب من أورغو. رأى المغول في كل ذلك تهديدًا لبقائهم. وتردد صدى يأسهم في عريضة إلى حكومة التشينغ: «من ضمن التوجيهات الكثيرة التي صدرت مرارًا، لا يوجد واحدة منها تفيد المغول. بناءً على ذلك، نرغب جميعنا بالسماح لنا بالعيش وفقًا لأساليبنا القديمة». لم تنفع غطرسة موظفي تانغ تسايلي ومرافقته العسكرية ووحشيتهم.

## المقاومة المنغولية
اندلع شجار بين بعض اللاما (وهم كهنة بوذيون) الثملين وصينيين في محل نجارة صيني في أورغو بعد وصول ساندو بأقل من شهر. لم تكن مثل هذه الحوادث مجهولةً في الماضي، لكنها قُمعت بحزم من قبل مسؤولي التشينغ. تطورت هذه الحادثة على نحو مختلف. عندما وصل ساندو إلى دير غاندان، الدير الرئيس في المدينة، للقيام بالاعتقالات، رشقه اللاما وقواته بالحجارة ما أجبرهم على الانسحاب. طالب ساندو أن يسلم جيبستوندامبا كوتوكتو (يهجأ بطرق مختلفة)، القائد الروحي للمغول في أورغو، لاما معينًا يعتقد أنه زعيم العصابة في الحادثة. رفض الكوتوكتو ذلك وغرّمه ساندو. ردًا على ذلك، التمس المغول من حكومة تشينغ إزالة ساندو لكن دون جدوى.
تبعت ذلك حوادث أخرى أكدت تقلص سلطة ساندو: نهب أحد النبلاء الصغار ويدعى توغتوك تايج مع مجموعة صغيرة متاجر لتجار صينيين في شرقي منغوليا بتواطؤ المسؤولين المغول المحليين. أرسل ساندو كتيبتين من الجنود لإلقاء القبض على توغتوك. قادهم دليلهم المغولي إلى فخ وقتل معظمهم. امتنع الأمراء المغول عن تزويد جيش ساندو بالجنود. ورفض أمير الخوشون التي أغار عليها توغتوك طلب ساندو بدفع تعويض للتجار الصينيين المنهوبين.

## قرار الاستقلال
بحلول ربيع 1911، أقنع بعض النبلاء المغول البارزين ومن بينهم الأمير توغز أوتشيرن نامنانسورين الجيبستوندامبا كوتوكتو بعقد اجتماع للنبلاء والمسؤولين الكنسيين لمناقشة الاستقلال. وافق كوتوكتو على ذلك. واستغل احتفالًا دينيًا لتجنب الشك، في حين أراد القادة المجتمعون مناقشة الحاجة لإعادة توزيع الضرائب بين الخوشون. عقد الاجتماع في 10 يوليو وناقش المغول ما إذا كان من الأفضل الخضوع لإرادة تشينغ أو مقاومتها. وصل المجلس إلى طريق مسدود، إذ أراد البعض مقاومة كاملة وأراد البقية مقاومة جزئية. قرر ثمانية عشر من النبلاء أخذ زمام الأمور بأياديهم. وقرروا في أثناء لقاء سري لهم في التلال خارج أورغو أنه يجب على منغوليا إعلان استقلالها. أقنعوا بعدها الكوتوكتو بإرسال وفد من ثلاثة ممثلين بارزين –نبيل علماني وكنسي ومسؤول عام- من منغوليا الداخلية- إلى روسيا لطلب المساعدة. ربما كان القصد من هذا التركيب المحدد للوفد – نبيل وكاهن ونائب عن الشعب- إعطاء المهمة صفة الإجماع الوطني.